# Cerimonia di apertura del Parlamento del Regno Unito

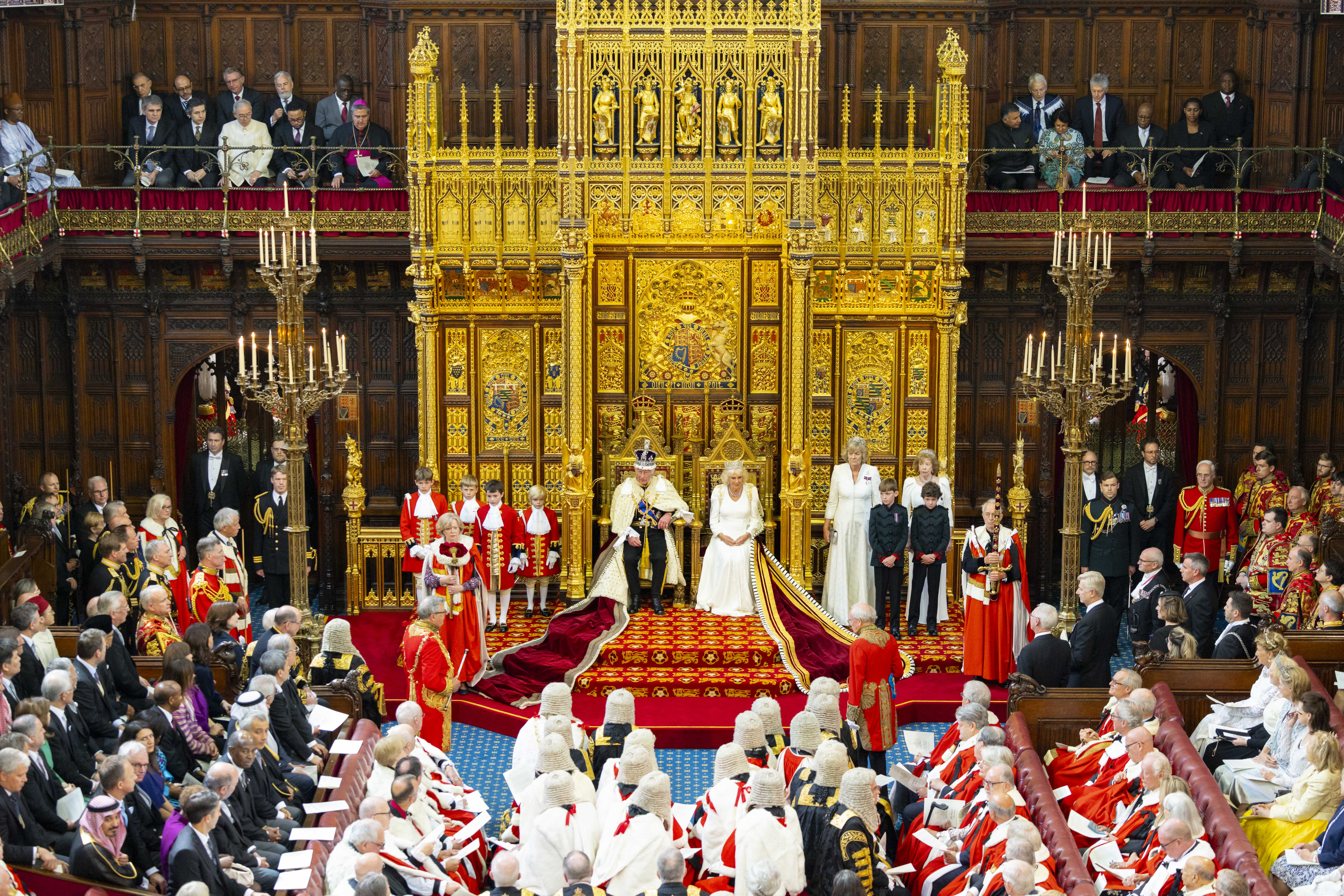
Cerimonia di apertura del Parlamento del Regno Unito del 17 Luglio 2024, alla presenza di re Carlo III.

La Cerimonia di apertura del Parlamento del Regno Unito (State Opening of Parliament) è l'evento annuale di Stato che segna l'inizio di una sessione del Parlamento inglese, alla presenza di entrambe le camere, Lord e Comuni, e del Sovrano. Solitamente si tiene nel mese di ottobre o novembre, ma anche giugno o luglio. Nel 1974, quando si svolsero due elezioni politiche, vi furono due cerimonie di inaugurazione.

## La cerimonia

### Storia

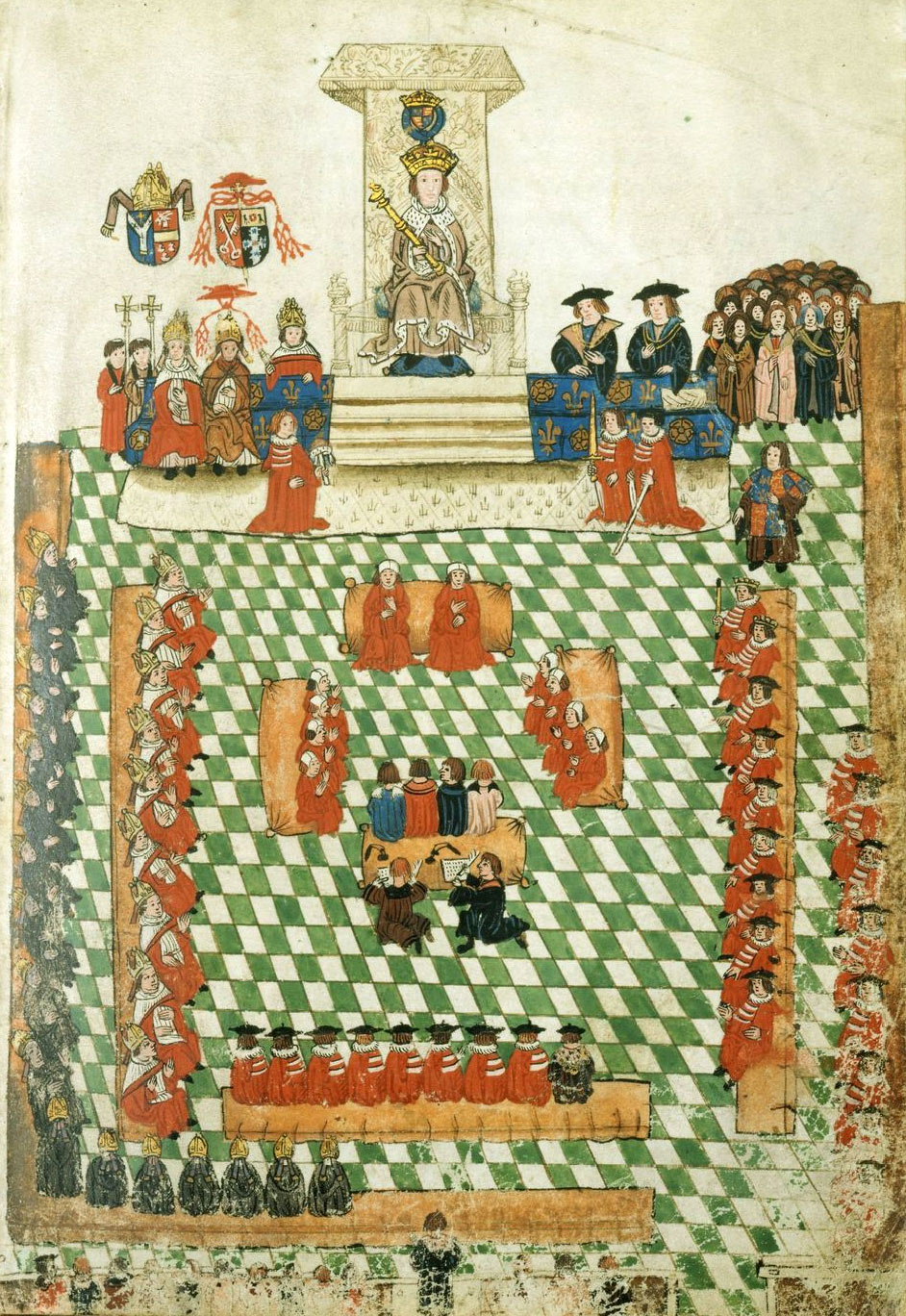
L'apertura parlamentare da parte di re Enrico VIII a Bridewell nel 1523, da un'illustrazione di Sir Wriothesley contenuta nel Garter Book.

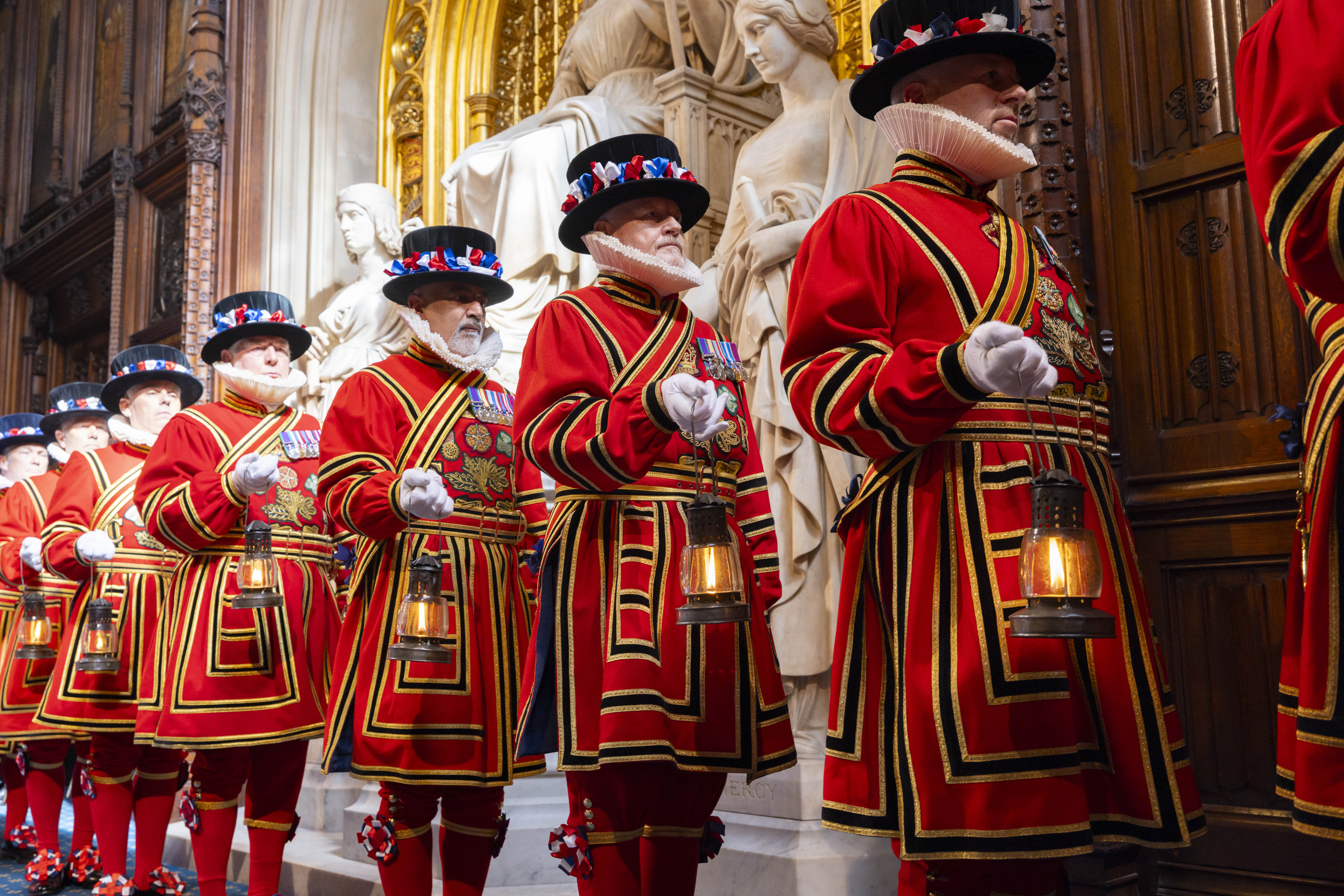
Reparto della Yeomen Guard che compie la tradizione dell'ispezione.

Alcuni documenti suggeriscono che l'apertura del Parlamento, in particolare della Camera del solo Regno d'Inghilterra, risale al XV secolo mentre molte delle tradizioni più note al XVII secolo, come l'ispezione da parte del Yeomen of the Guard delle cantine del Palazzo di Westminster per evitare una nuova Congiura delle polveri. Tale fatto si deve all'attentato del 1605 che fu orchestrato dai cattolici britannici, per far saltare il Parlamento ed assassinare Giacomo I d'Inghilterra, che era protestante, insieme all'aristocrazia. A partire da quell'anno, le cantine vengono setacciate, anche se di recente il procedimento è solo un pro forma. Un'altra tradizione famosa è il Black Rod, un funzionario parlamentare presente nelle diverse camere dei paesi del Commonwealth, che usa bussare alla porta della Camera dei Comuni per invitare i membri di tale camera a raggiungere la Camera dei Lord, dove il sovrano britannico usa tenere il proprio discorso. Un'illustrazione dell'apertura del parlamento nel 1523 mostra strabilianti somiglianze tra l'apertura del parlamento nel XVI secolo e nel XXI secolo. In entrambi i casi, il monarca siede sul trono con vesti preziose e la corona sul capo; Il Cap of Maintenance e la Spada di stato sono portati da dei pari che si trovano rispettivamente a destra ed a sinistra del monarca; il Lord Gran Ciambellano si trova nei pressi, mentre porta un bastone bianco simbolo del suo incarico. I membri della corte del monarca si trovano dietro il re. I vescovi sono seduti a fianco del monarca indossando i loro paramenti cerimoniali, mentre i Lords temporali sono seduti su altre panchine (tra di loro si distingue anche il Duca di Norfolk nell'atto di portare il bastone di Conte Maresciallo d'Inghilterra). I giudici (in cappa rossa) sono posti al centro e dietro loro i chierici. Sul basso del dipinto si trovano i membri della camera dei Comuni che sono appunto seduti alla Barra, con lo Speaker in centro, mentre indossano appunto le loro vesti nere.

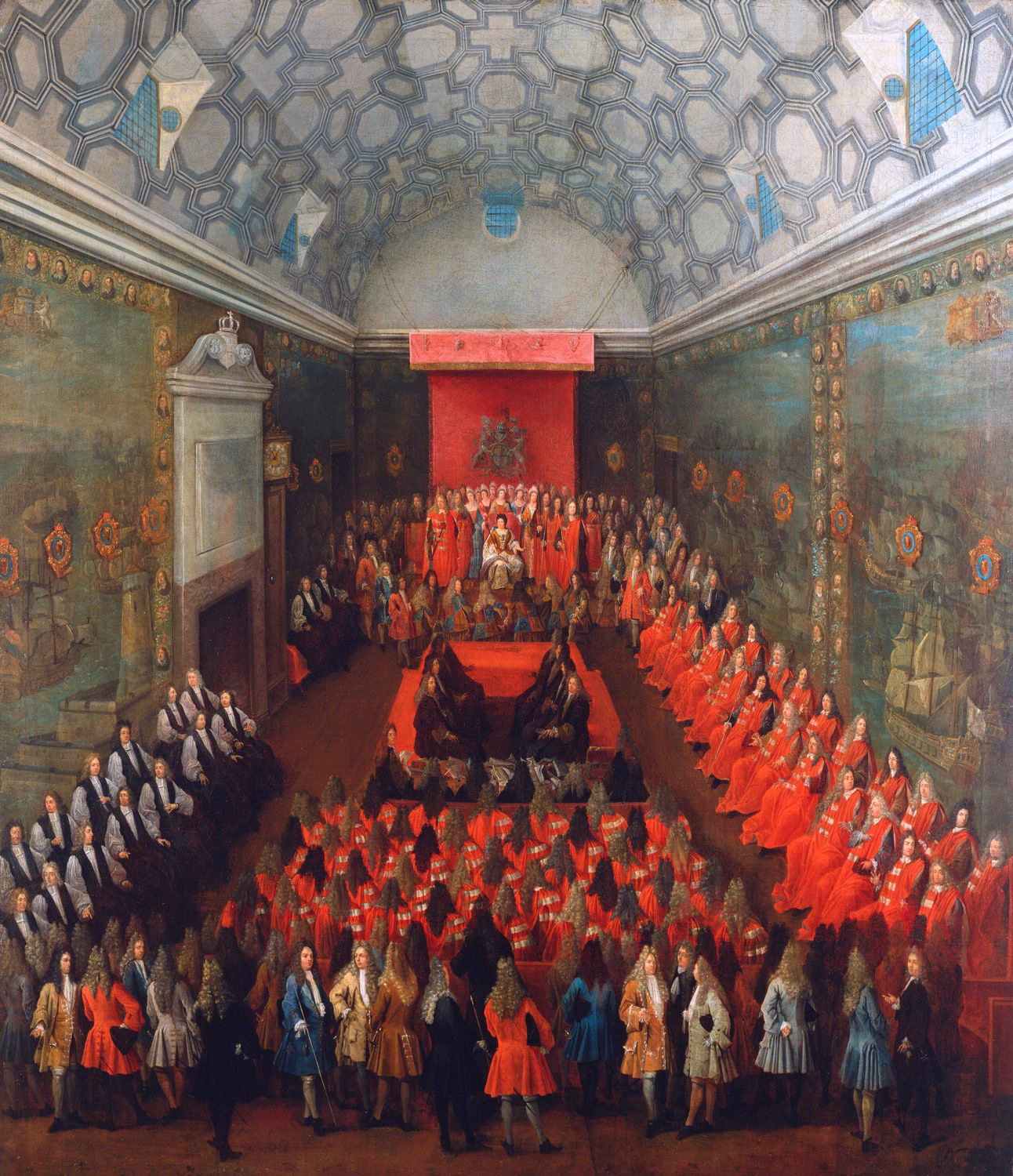
La regina Anna che presiede la cerimonia nella Camera dei Lord.

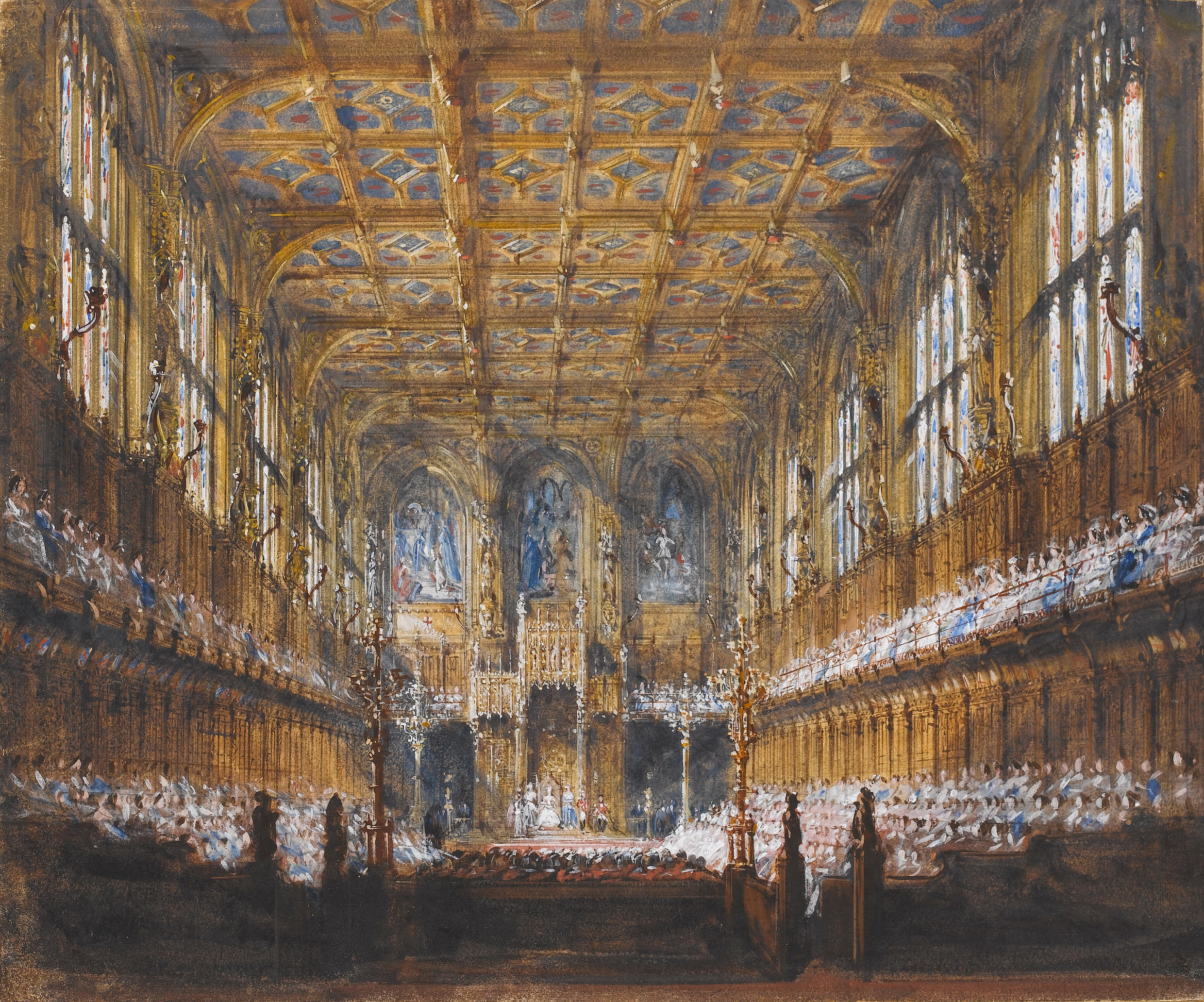
La regina Vittoria che presiede la cerimonia parlamentare nel 1847.

La cerimonia d'apertura del Parlamento continuò anche dopo l'Atto di Unione del 1707, quando le camere d'Inghilterra e Scozia furono sostituite dal Parlamento di Gran Bretagna e poi il Parlamento del Regno Unito nel 1801, quando nacque ufficialmente il Regno Unito di Gran Bretagna, Scozia ed Irlanda, diviso in Camera dei Lord e Camera dei Comuni. Nel 1834 il vecchio Palazzo di Westminster subì un incendio e gli architetti che progettarono il nuovo edificio pensarono anche ad alcuni ambienti per l'inaugurazione parlamentare: il nuovo progetto includeva infatti la Victoria Tower, che costituirà l'ingresso della carrozza reale su cui viaggia il sovrano e consorte, la Robing Room, dove il monarca si cambia ed indossa l'Imperial State Crown, e la Royal Gallery. Nel 1901, re Edoardo VII, succeduto alla madre Vittoria a gennaio dello stesso anno, ampliò gli aspetti cerimoniali per rendere la monarchia più visibile, mentre durante la Seconda guerra mondiale i nuovi cambiamenti furono ridotti ed adattati a circostanze difficili. Tra il 1998 ed il 1999, furono attuati altri cambiamenti; nel 2021, a causa della pandemia di COVID-19, la cerimonia venne molto ridotta, difatti Elisabetta II non indossò abiti cerimoniali né corone o diademi. La stessa sovrana britannica aprì il Parlamento ogni anno del suo lungo regno ad eccezione di tre volte: nel 1959 e nel 1963, entrambe a causa della gravidanza, e nel 2022, per il progressivo aggravarsi delle sue condizioni di salute, in cui fu sostituita dal figlio Carlo. Dal 2016, per raggiungere la Camera dei Lord, la regina Elisabetta iniziò ad usare un ascensore anziché le scale e nel 2019, al posto della Corona di Stato, indossò il più leggero "George IV State Diadem" conosciuto anche come "Diamond Diadem" o "State Diadem", un diadema di diamanti.

La cerimonia d'apertura segna l'inizio della sessione del Parlamento britannico ed inoltre è l'unica occasione in cui le tre parti costituenti del Regno Unito, Parlamento, diviso in Camera dei Lords e dei Comuni, Governo e la Corona si riuniscono nello stesso luogo. L'inaugurazione si svolge ogni anno anche se nel 1974 ce ne furono due: la prima il 12 marzo e la seconda il 29 ottobre, entrambe seguirono elezioni generali, la prima delle quali aveva stabilito un parlamento instabile. Nel 2019 poi successe una situazione analoga, ovvero che la prima cerimonia segnò l'inizio di una sessione che durò fino al scioglimento nel dicembre dello stesso anno, che conseguì le elezioni generali. La cerimonia di Stato non avvenne negli anni 2011, 2018 e 2020 poiché la sessione parlamentare durò più del solito, ovvero per due anni; infatti la sessione parlamentare 2017-2019 è stata la più lunga dalla Guerra civile inglese. Nel 2020 la cerimonia fu annullata causa del COVID-19. L'opportunità anche per il pubblico di prendere virtualmente parte alla seduta avvenne nel 1958 quando l'apertura del Parlamento venne filmata per la prima volta.

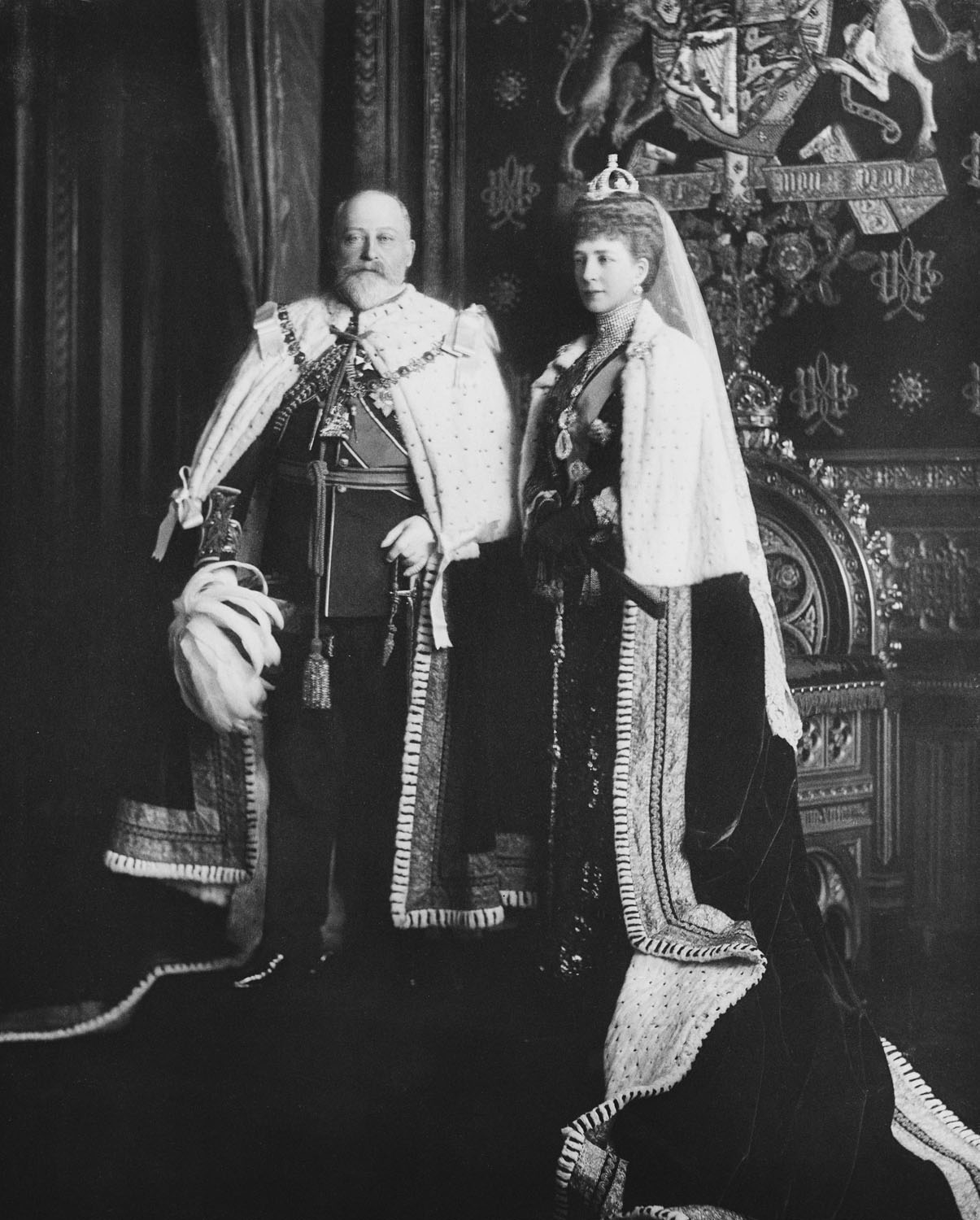
Edoardo ed Alessandra all'apertura del 1910.
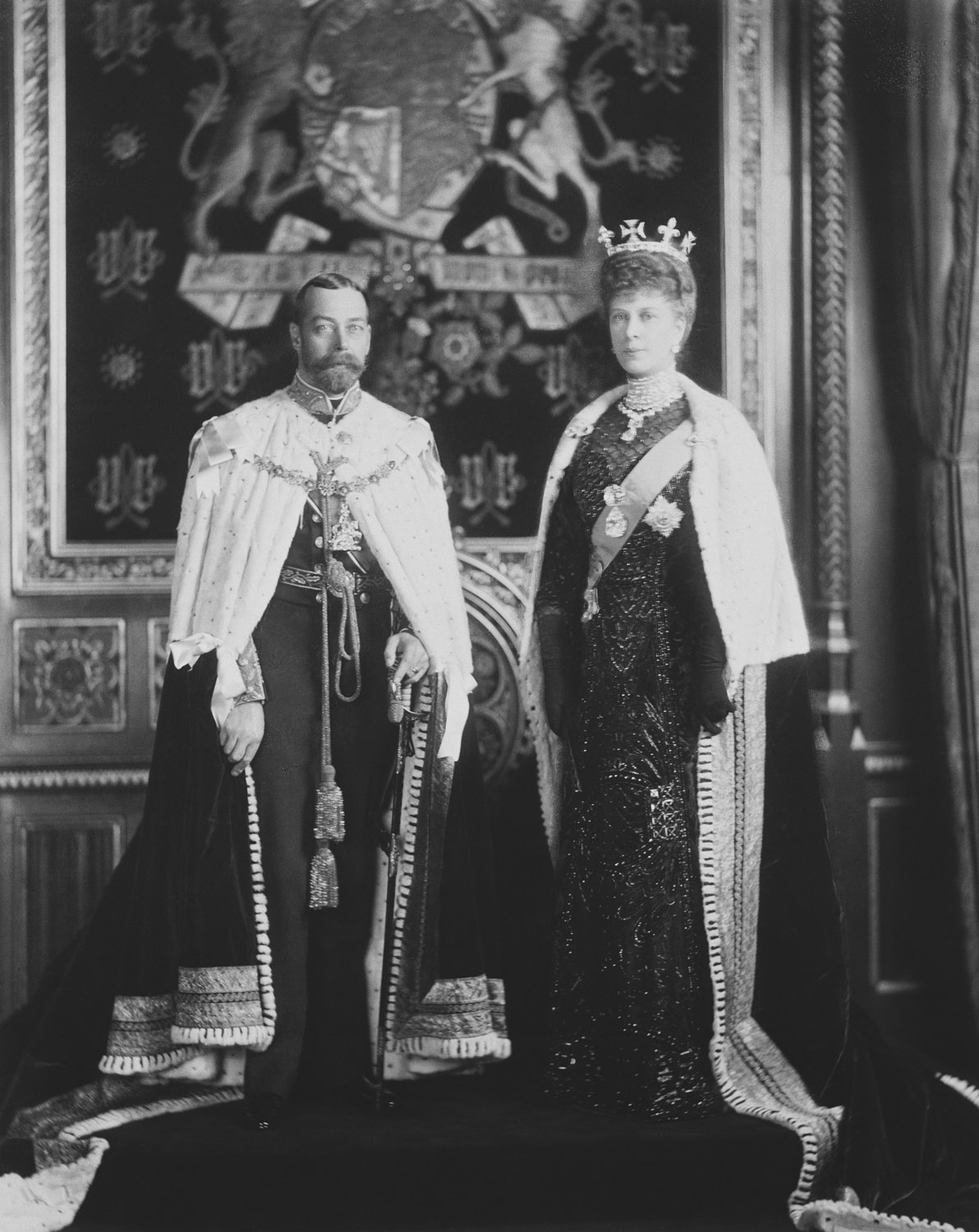
Giorgio V e Maria all'apertura del 1911.
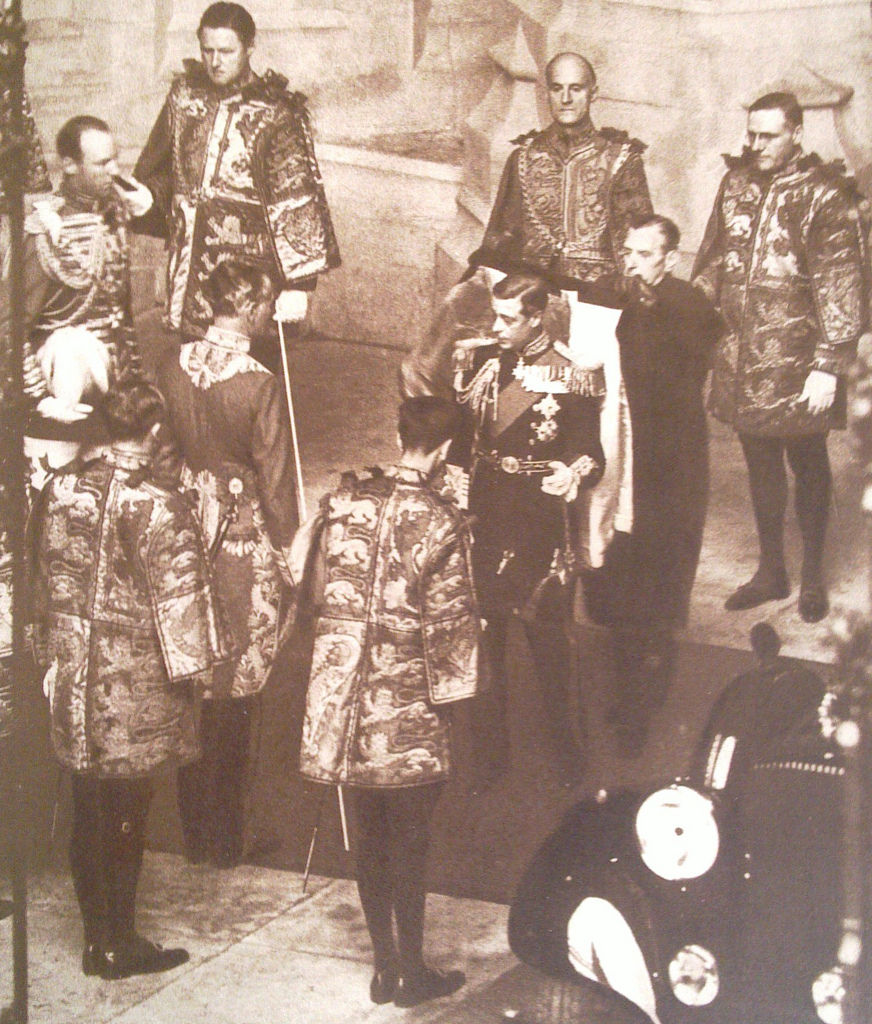
Edoardo VIII all'unica apertura che presiedette
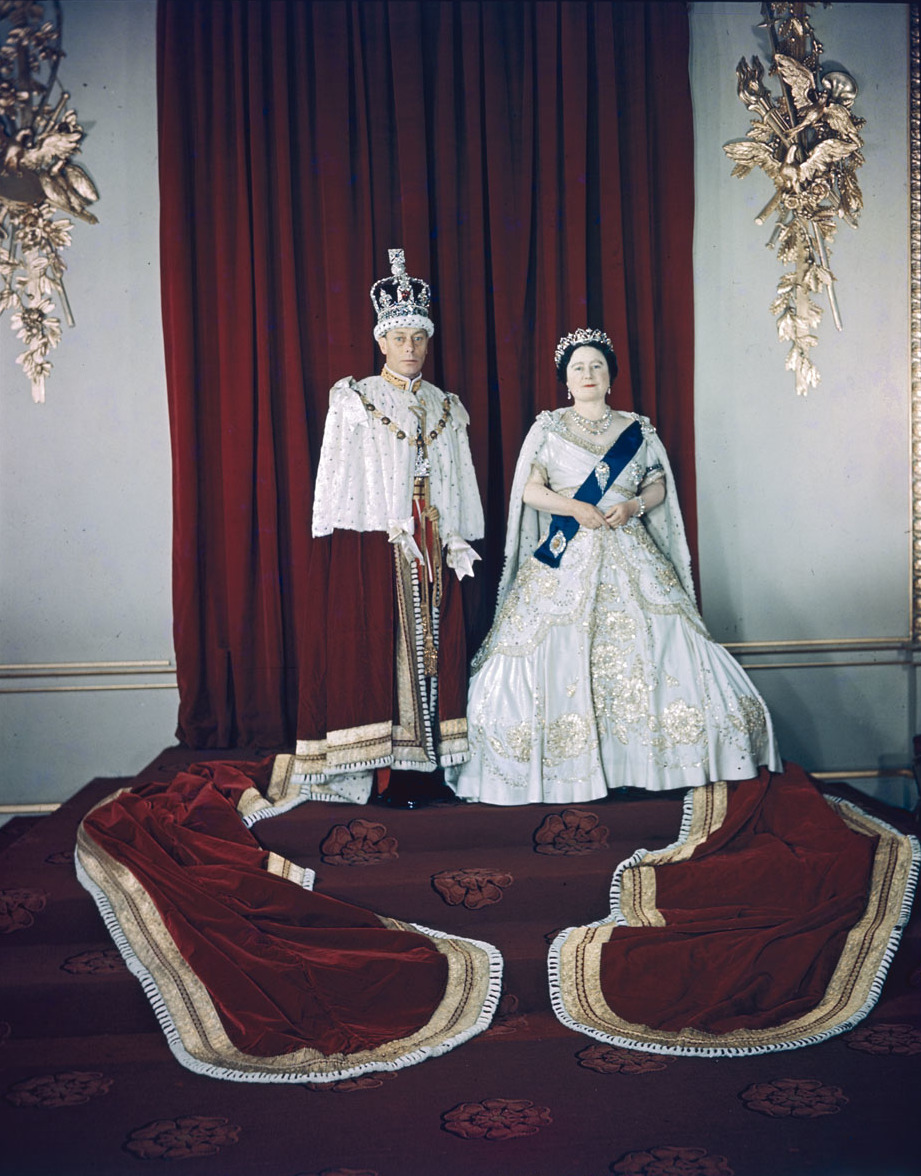
Giorgio VI ed Elizabeth all'apertura del 1948.
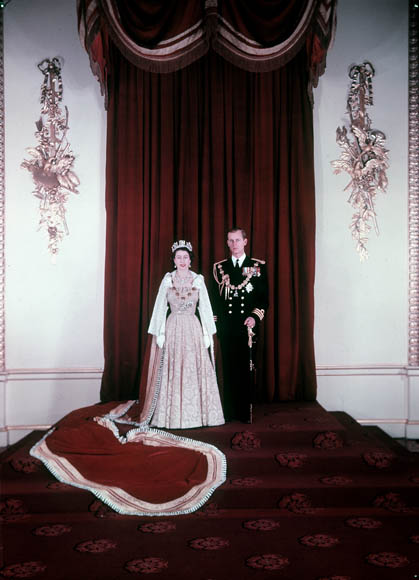
Elisabetta II e Filippo all'apertura del 1952.

### Cerimonia

#### Arrivo del sovrano

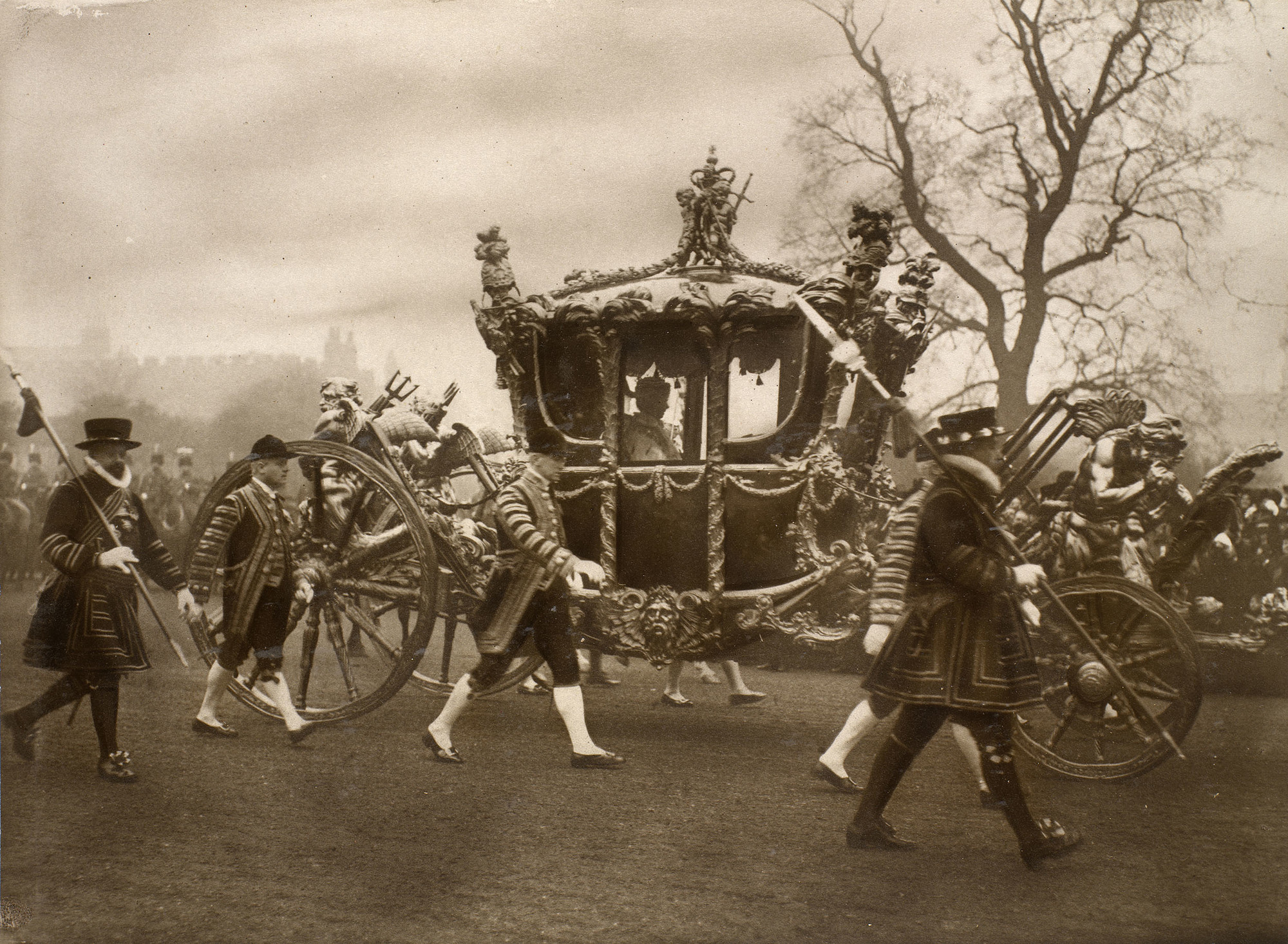
Giorgio V e la regina Mary a bordo della Gold State Coach nel 1911.

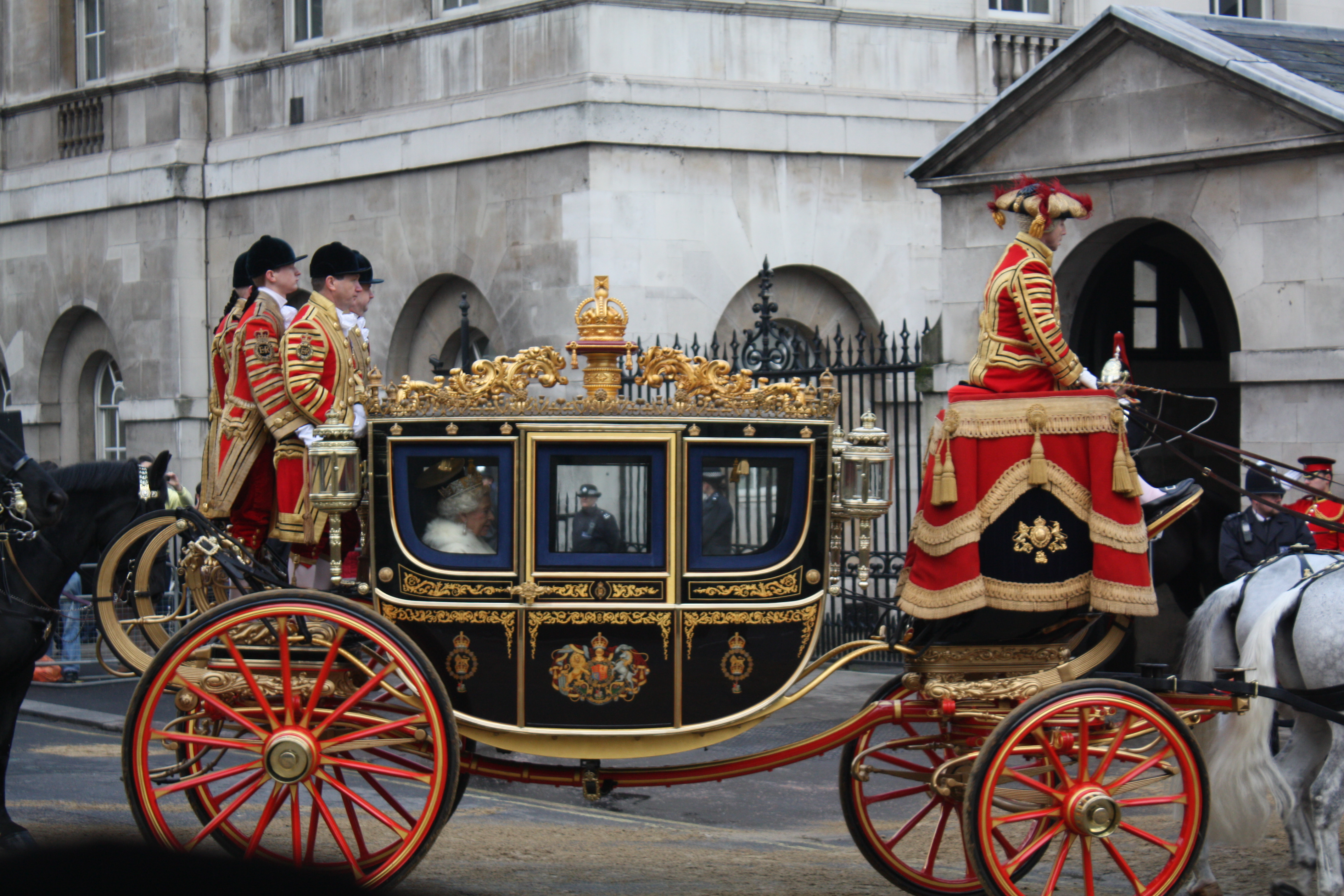
L'Irish State Coach durante l'apertura del Parlamento del 2008.

Il sovrano britannico e consorte lasciano Buckingham Palace a bordo di una carrozza reale: fino alla Seconda guerra mondiale, come carrozza reale veniva usata la Gold State Coach, famosa per essere la vettura reale impiegata durante le incoronazioni del monarca britannico, che venne poi sostituita dall'Irish State Coach, creata a metà del XIX secolo ed acquistata dalla regina Vittoria, usata durante le incoronazioni di Giorgio V nel 1911 e del figlio Giorgio VI nel 1937. Con la fine del conflitto mondiale, l'Irish State Coach divenne la vettura reale per la cerimonia d'apertura durante i regni di Giorgio VI e di Elisabetta II, la quale però arrivò a Westminster anche a bordo dell'Australian State Coach e negli ultimi anni di reggenza della Diamond Jubilee State Coach. La carrozza reale, trainata da quattro cavalli, viene scortata dall'Household Cavalry e da circa 100 uomini delle guardie a piedi. Durante il percorso, vengono disposte alcune unità militari che espongono anche bandiere o vessilli al passaggio della processione reale. 

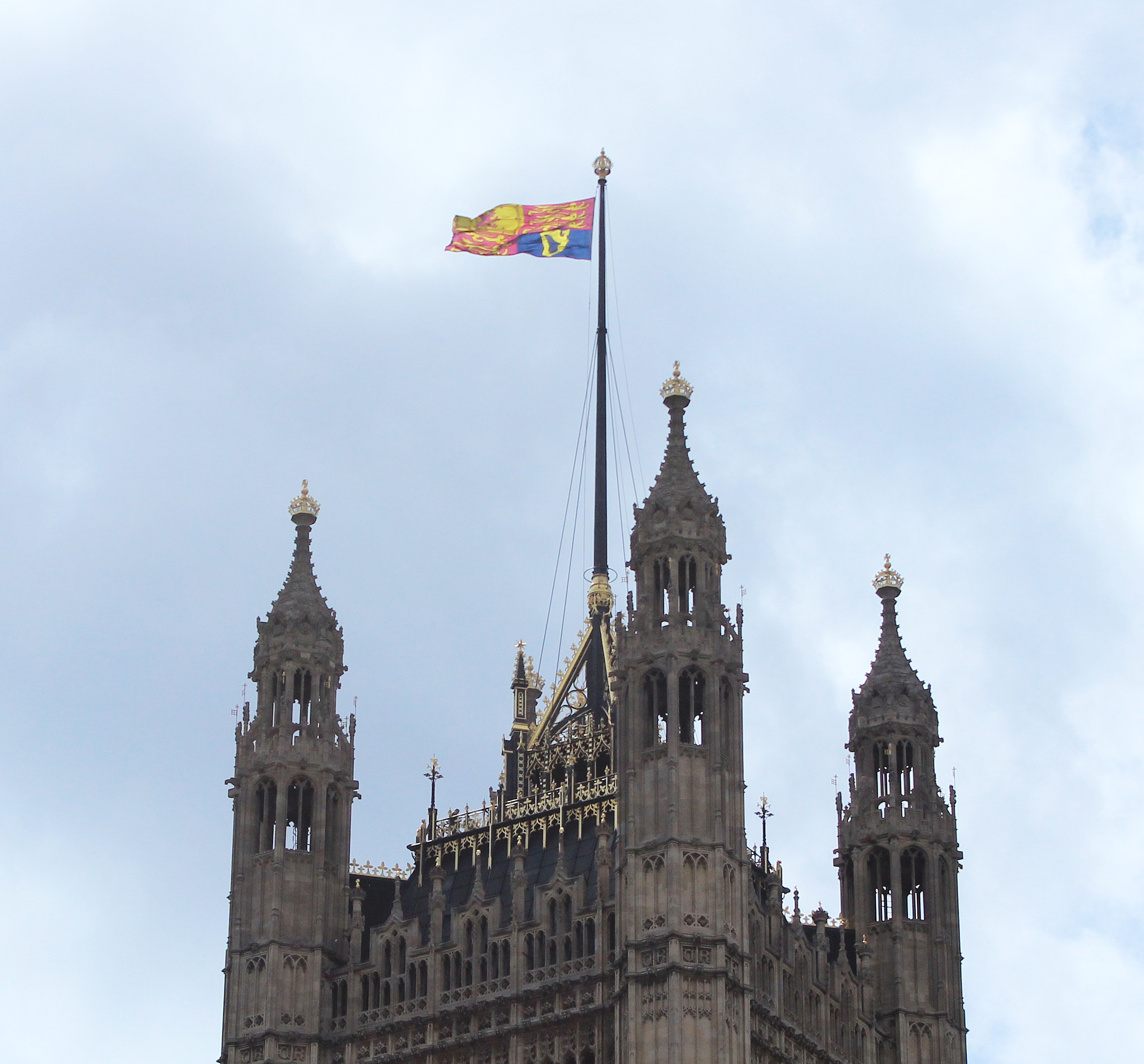
La Victoria Tower al cui apice viene issato lo stendardo reale.

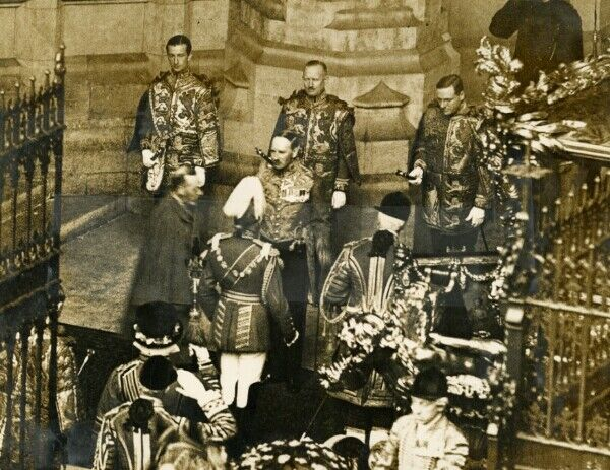
Giorgio V lascia il Parlamento nel 1930 a bordo della Gold State Coach.

Il monarca giunge presso il lato sud del Palazzo di Westminster venendo salutato dal "Royal Salute", il saluto reale costituito dall'Inno nazionale (God save the King o the Queen). La carrozza reale entra poi nell'arcata della Victoria Tower dove ad accogliere il sovrano è il Lord Gran Ciambellano, che per tradizione ha la responsabilità del Palazzo di Westminster, e dal Conte Maresciallo, che ha la responsabilità generale dell'organizzazione della cerimonia. Preceduto dal Lord Gran Ciambellano e dal Conte Maresciallo (che una volta camminavano all'indietro di fronte al monarca), dal Lord Alto Cancelliere, che porta la borsa contenente il discorso del re, dal Lord Speaker e dal Lord Presidente del Consiglio, il monarca entra in Westminster salendo la Scala Reale fino al Portico Normanno, da dove procede poi nella Robing Room, dove indossa le vesti cerimoniali, ovvero un mantello di velluto cremisi lungo 18 piedi e foderato di ermellino e rifinito con pizzo dorato, e l'Imperial State Crown. L'arrivo del Sovrano è salutato da 41 colpi a salve, sparati dalla "King's Troop, Royal Horse Artillery", a Green Park. Sulla Victoria Tower viene issato lo stendardo reale che sostituisce l'Union Jack, la bandiera del Regno Unito.

#### Convocazione dei Comuni

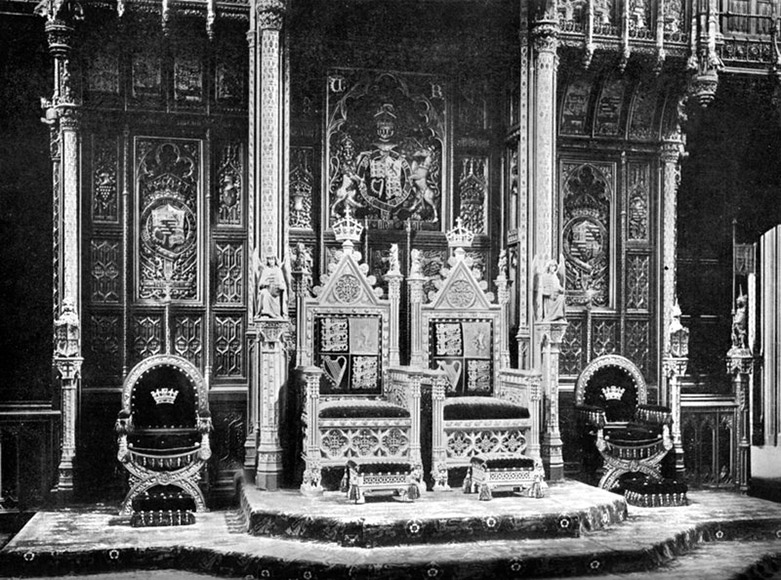
Veduta dei troni reali nel 1902.

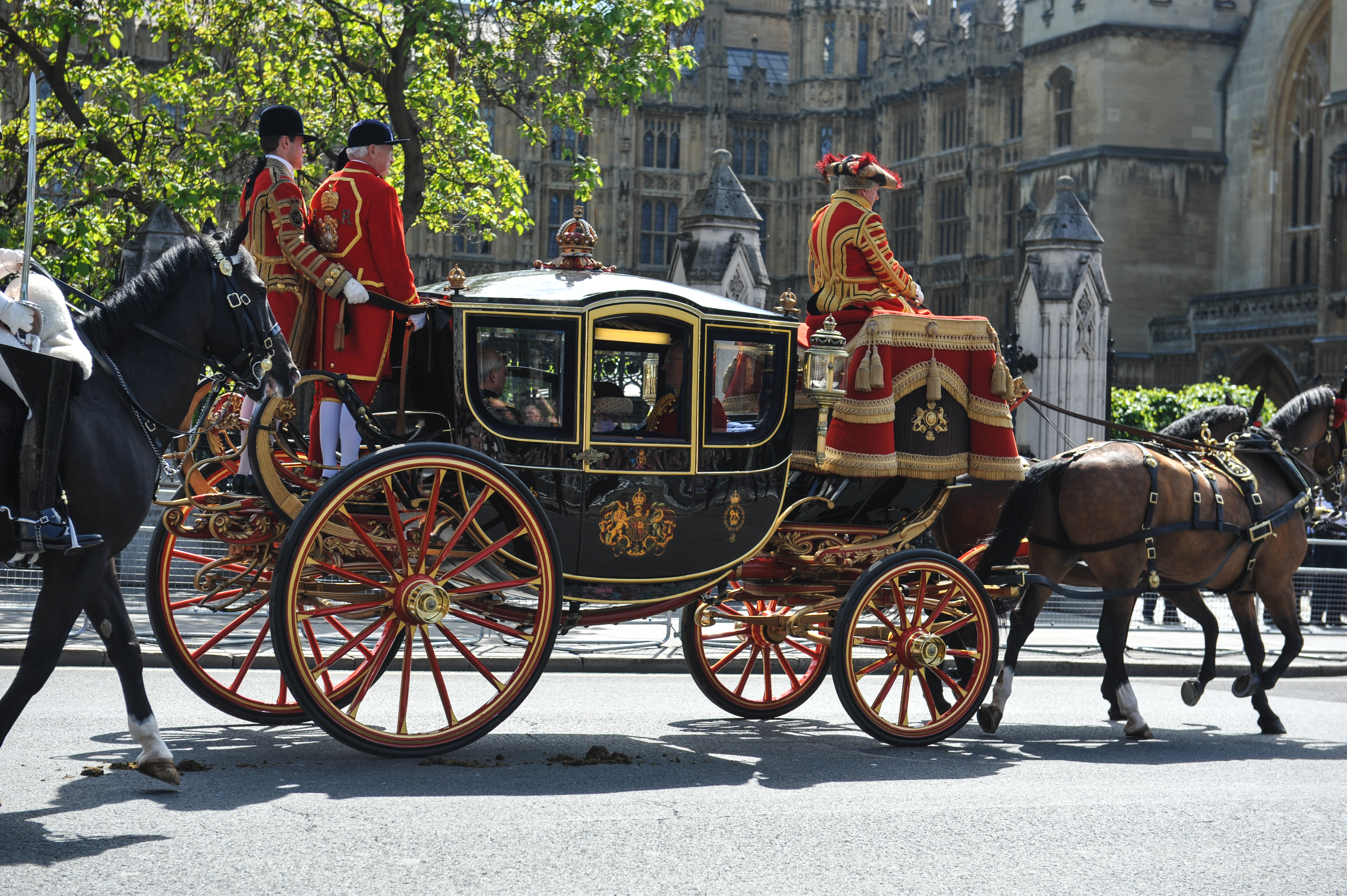
La Queen Alexandra's State Coach che porta le regalie di Stato.

L'Imperial State Crown, la corona di Stato, arriva dalla Torre di Londra assieme alla Spada di Stato e dal Cap of Maintenance (cappello di Manutenzione) a Buckingham Palace, da dove poi le regalie raggiungono il Palazzo del Parlamento a bordo della Queen Alexandra's State Coach, una delle tante carrozze reali custodite nella Royal Mews. È tradizione che il Vice Ciambellano dell'Household venga tenuto "prigioniero" a Palazzo durante l'apertura parlamentare, per garantire il ritorno in sicurezza del monarca. Non è chiaro quando questa usanza abbia avuto inizio, anche se è stato suggerito che risalga agli anni 1960s o 1970s. Tuttavia è dal 1837 che il Vice Ciambellano rimane a Buckingham Palace durante l'inaugurazione parlamentare. Lasciata la Robing Room, il sovrano e consorte, preceduto dal Conte Maresciallo, attraversa la Galleria Reale e giunge nella Camera dei Lord, dove la coppia reale prende posto sui due troni reali di fronte ai quali vengono presentati la Spada di Stato ed il Cappello di Manutenzione, due simboli dell'autorità reale. Seduto sul trono, il monarca dice la frase "My Lords pray be seated", ovvero "Miei signori, vi prego, accomodatevi". 

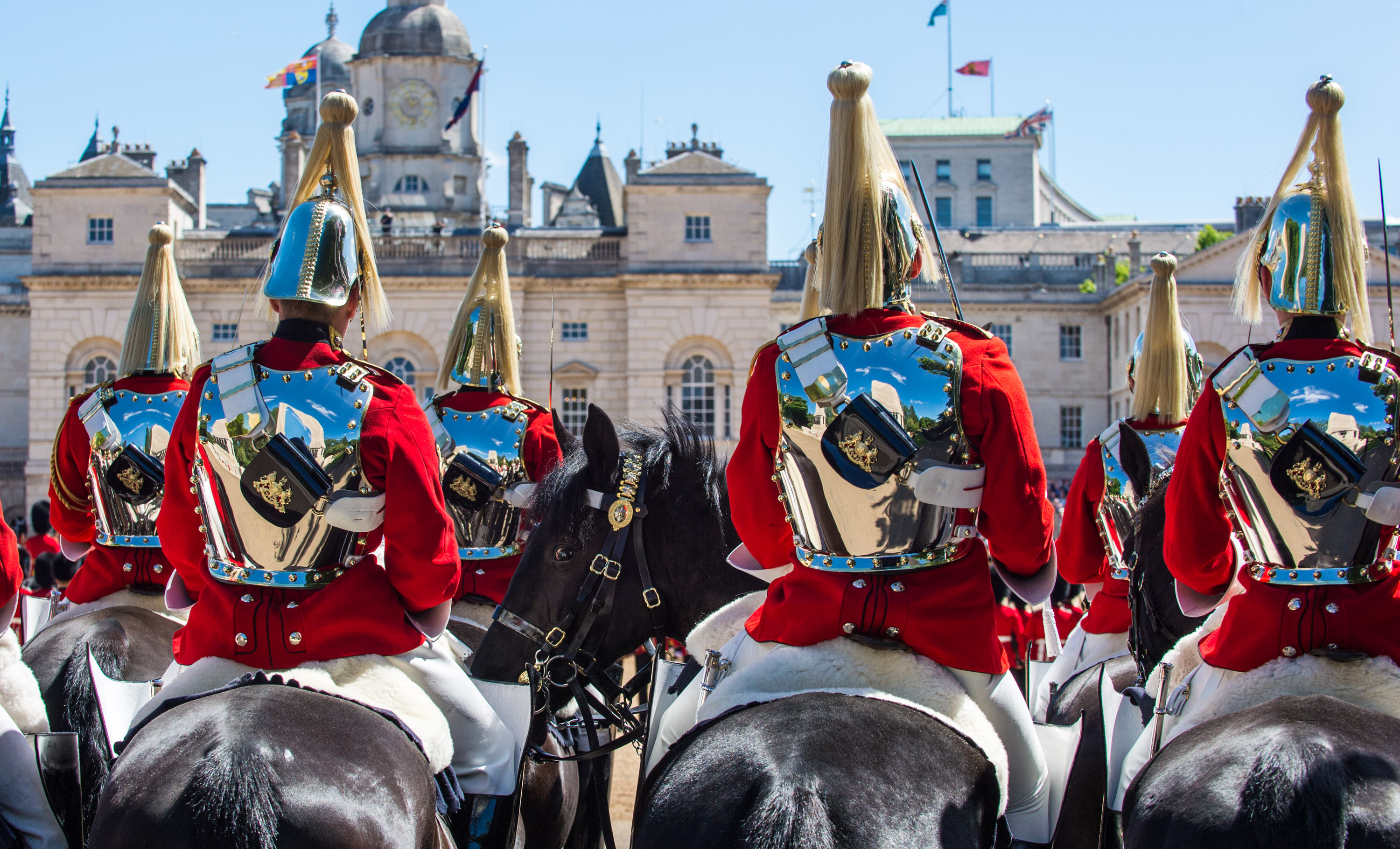
Reparto dell'Household Cavalry.

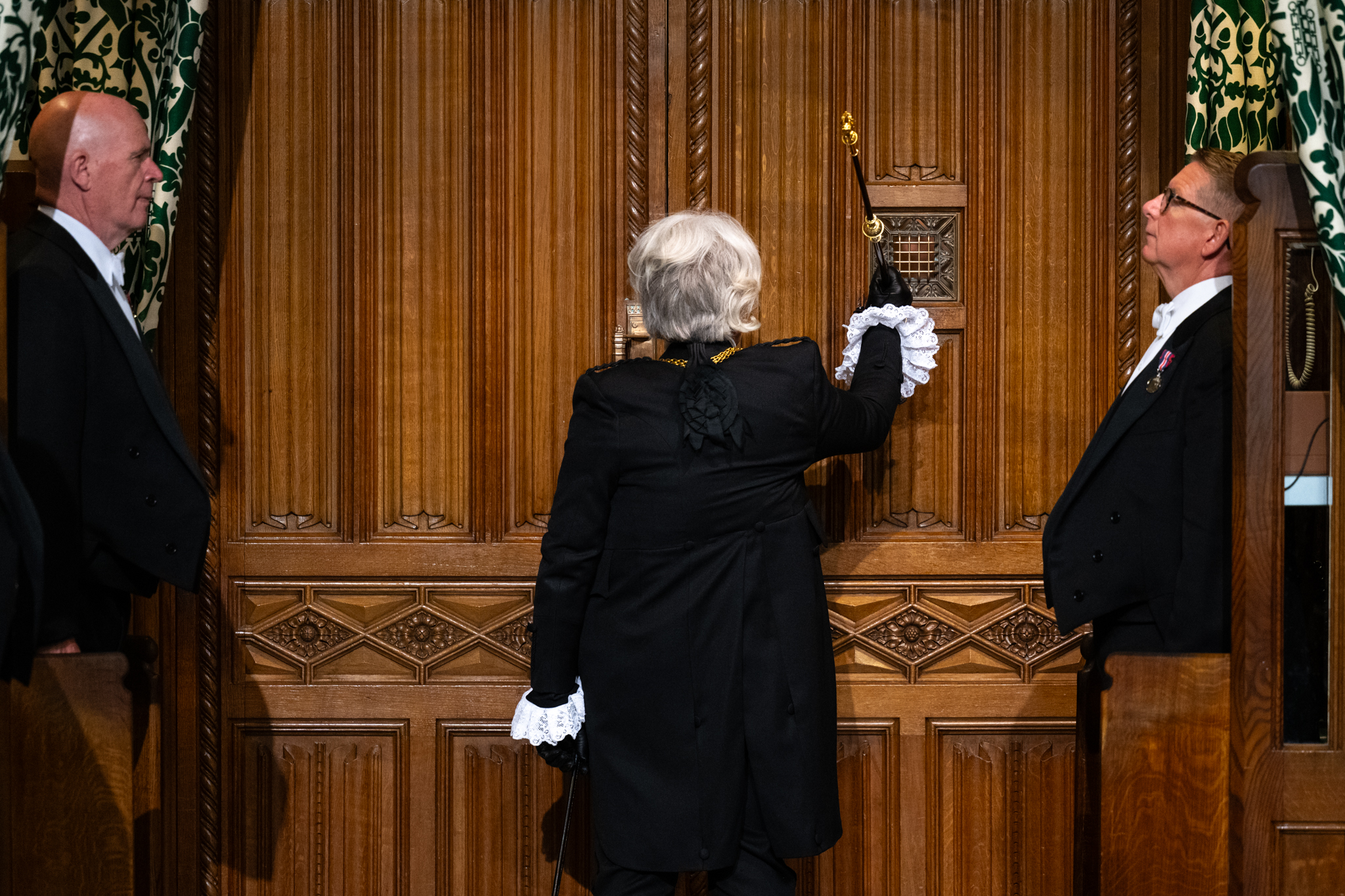
La tradizione del Black Rod che batte sulla porta della dei Comuni.

Prima dell'arrivo di Sua Maestà, sono ammessi ad entrare nella Camera dei Lord, i membri della Famiglia reale, i giudici convocati per ordine, ufficiali ed assistenti della Camera dei Lords, i "Peeresses" (i pari ovvero i nobili) e membri del corpo diplomatico che vengono invitati dal Lord Gran Ciambellano. Sono presenti anche coniugi o partner di membri dei Lords. Per molti anni, la cerimonia ha costituito l'unica occasione in cui le donne, a parte la Regina e le sue dame di compagnia, potevano essere presenti nella Camera dei Lord. Molti dei membri della paria britannica, erano soliti cedere i propri inviti all'evento alle proprie mogli e figlie. Nel 1852, il Times osservò che: "Si potrebbe supporre che una Camera delle Pari fosse stata aggiunta alle istituzioni del paese e che i cinquanta gentiluomini anziani in abiti scarlatti ed ermellino che occupavano il banco di prima fila sedessero come assessori di un Parlamento femminile." Successivamente il monarca invita il Black Road a convocare i membri della Camera dei Comuni presso la Camena dei Lord. Il funzionare attraversa il Central Lobby e giunge alla porta dei Comuni dove, come da tradizione, bussa alla porta e una volta entrato, invita i parlamentari ed il loro Speaker a raggiungere il Bar of the House, ovvero una zona che si affaccia sui Lord. Dopo essersi inchinato per tre vote, il Black Road dice:

#### Discorso del sovrano

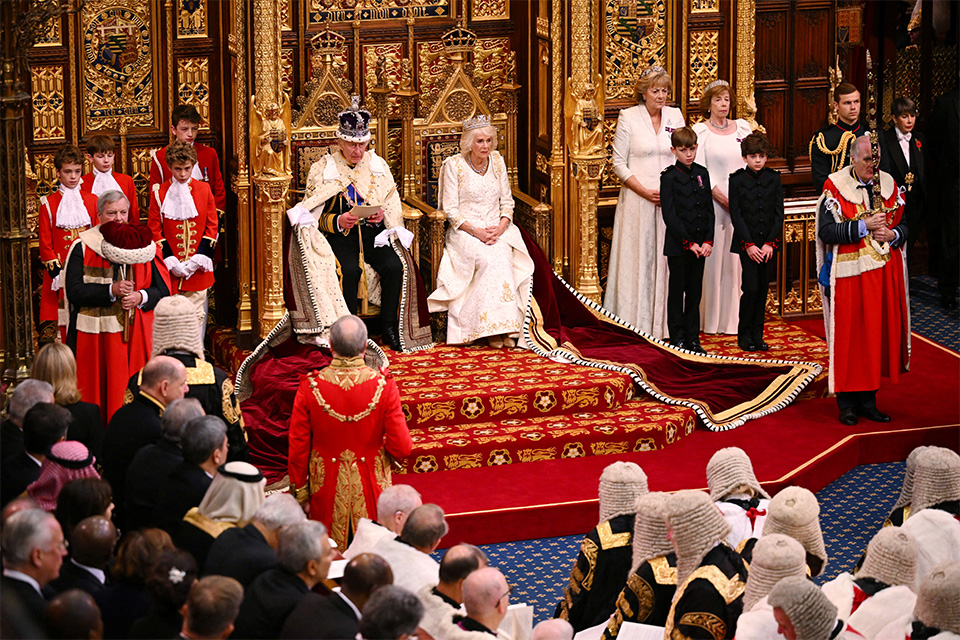
Carlo III legge il discorso alla sua prima cerimonia di apertura come sovrano (2023).

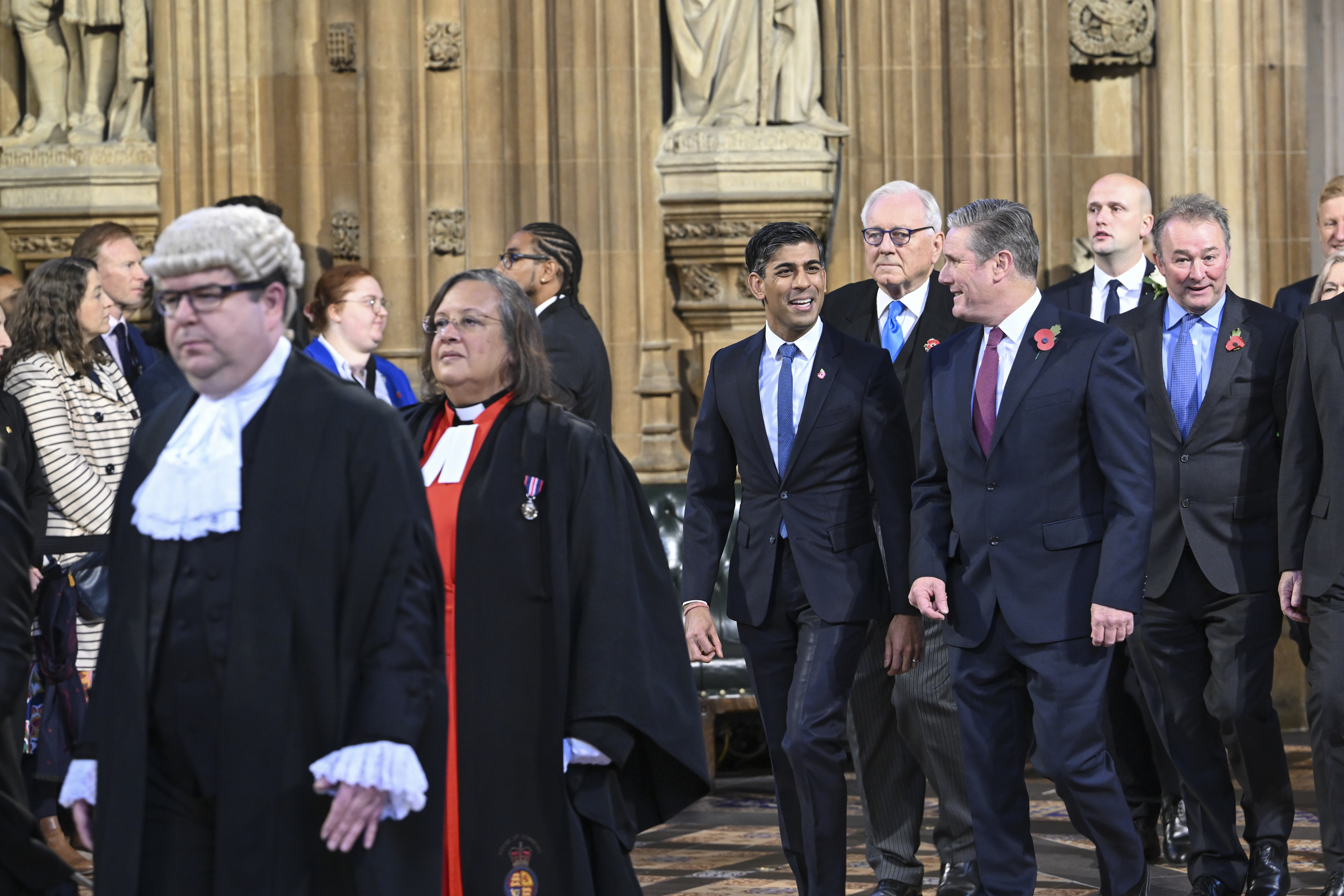
I Comuni che si recano alla Camera dei Lord, nel 2023.

Giunti i Comuni, il Lord Cancelliere consegna il Discorso del Re, conosciuto anche come Discorso della Corona, al monarca il quale lo legge ad entrambe le Camere del Parlamento britannico: dal 1841 questo discorso è state designato come una dichiarazione di politica ministeriale, il sovrano presenta infatti le azioni del governo nel suo nome, per la quale il monarca non accetta alcuna responsabilità personale. Sempre nel 1841, Lord John Russell disse alla Camera dei Comuni: "Era il risultato del Consiglio dei Ministri, e solo i Ministri ne sono responsabili". Fino all'inizio del XX secolo, il discorso veniva approvato in una riunione del Consiglio privato ed i monarchi potevano richiedere modifiche, minori, e, una volta approvato, il discorso veniva chiuso in una scatola prima del suo utilizzo all'Inaugurazione di Stato. Come scrisse Benjamin Disraeli alla Regina Vittoria: "Il Discorso dal Trono deve essere approvato in Consiglio dal Sovrano, ma per essere così approvato deve essere preventivamente preso in considerazione dal Sovrano. A questo scopo, al Sovrano dovrebbe essere concesso ampio tempo, in modo che possano essere forniti suggerimenti e spiegazioni richieste e fornite." Fino al 1998, il Lord Cancelliere si ritirava sui gradini del Trono, ma ora ha la possibilità di voltare le spalle al Sovrano. Il monarca legge quindi il Discorso, che inizia con le parole: "Miei Lord e Membri della Camera dei Comuni (My Lords and Members of the House of Commons) ". 

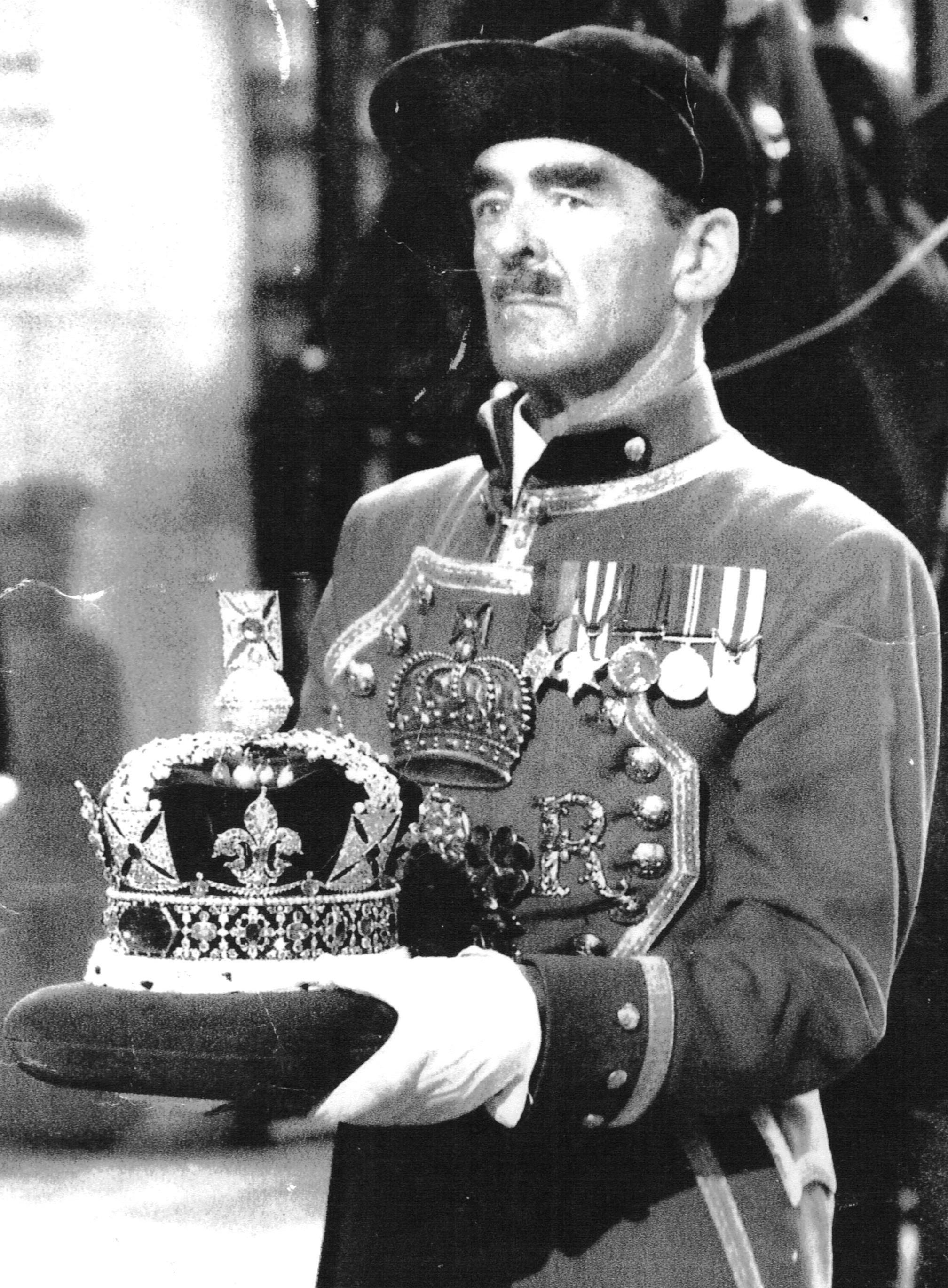
Il Bargemaster Edwin Hunt con la Corona Imperiale di Stato.

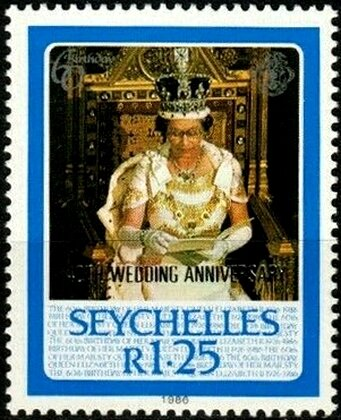
Stampa che ritrae Elisabetta II mentre legge il discorso d'apertura.

Negli ultimi anni, il discorso, pronunciato in tono neutro, si è aperto con una dichiarazione delle priorità del governo prima di stabilire un programma legislativo per la prossima sessione parlamentare, tracciando le linee dell'agenda del Governo per l'anno successivo. Il discorso è scritto dal Gabinetto. Il discorso è scritto tradizionalmente su di una pergamena. Dato che il Gabinetto costituisce parte del Governo di Sua Maestà, il sovrano durante il discorso legge ripetutamente le parole "Il mio Governo". È tradizione che il sovrano, dopo aver elencato le principali leggi che saranno introdotte durante l'anno, affermi: "saranno approvate anche altre misure", dando al governo la possibilità di introdurre altre leggi, non menzionate nel discorso. Se c'è un nuovo monarca, è consuetudine che renda omaggio al suo predecessore. Il monarca cita anche le visite di stato che intende effettuare durante la sessione parlamentare, e anche le visite di stato dei capi di Stato stranieri in programma nel Regno Unito. Il discorso si conclude col sovrano che recita:

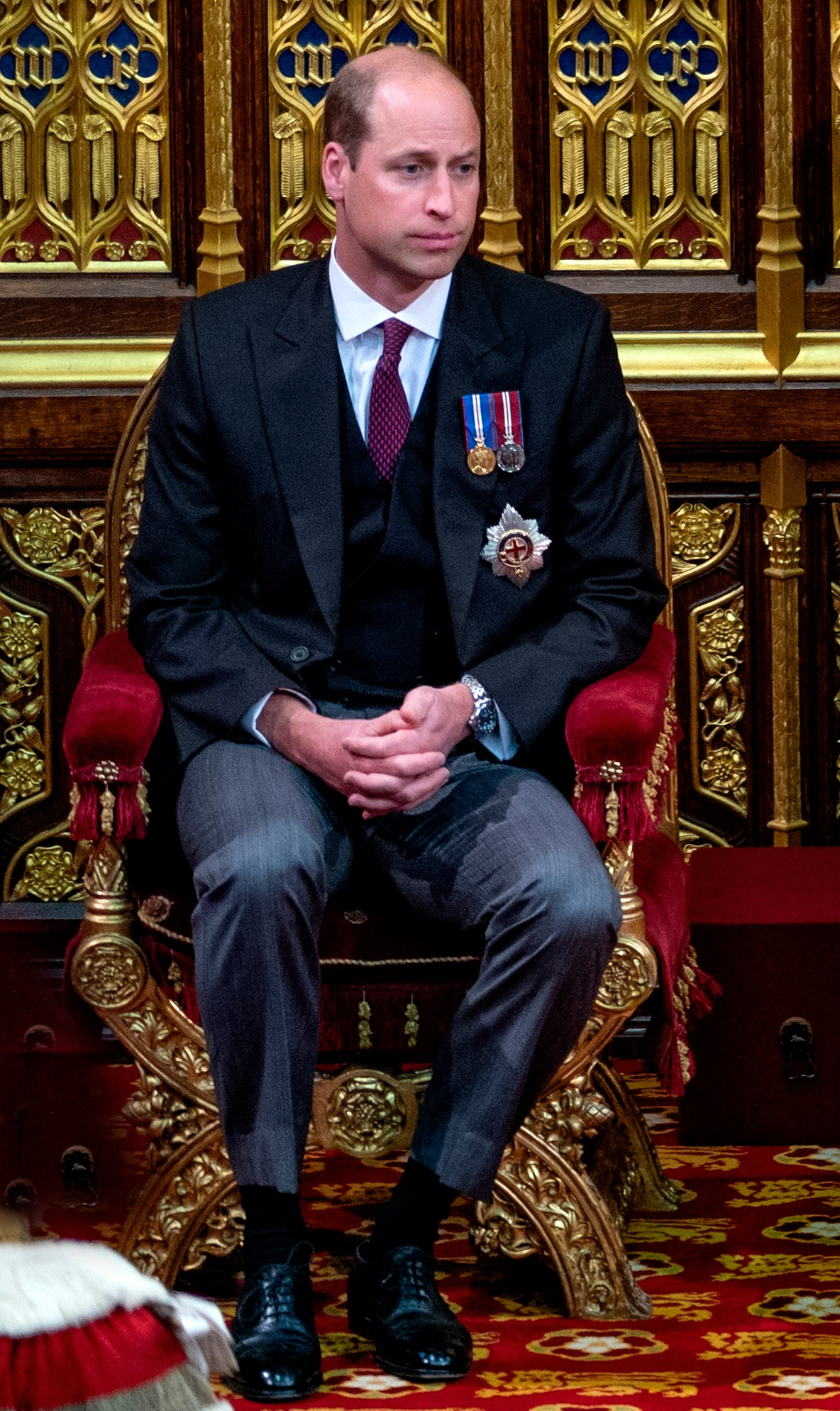
William, duca di Cambridge durante l'apertura del 2022.

Secondo la tradizione, il Parlamento ascolta il discorso con rispetto, rimanendo in silenzio totale alla presenza del sovrano, non applaudendo o mostrando dissenso su quanto affermato nel discorso. Questo silenzio fu rotto solo una volta, precisamente nel 1998, quando Elisabetta II annunciò il piano del governo di abolizione del diritto di ereditarietà dei Pari al seggio alla Camera dei Lord. Alcuni membri laburisti della Camera dei Comuni gridarono "Sì" e "Ascoltate, ascoltate", mentre diversi Lord urlarono "No" e "Vergogna". La Regina continuò a leggere il discorso senza pause, ignorando gli interventi. La condotta di coloro che interruppero il discorso fu aspramente criticata all'epoca. Dopo la fine del suo discorso, il sovrano lo riconsegna al Lord Cancelliere e lasciati i troni, si inchina ai Lord e lascia l'aula. I membri della Comune lasciano i Lord e ritornano alla loro Camera, seguiti dal Cappellano dello Speaker ed i segretari della Camera e dello Speaker.

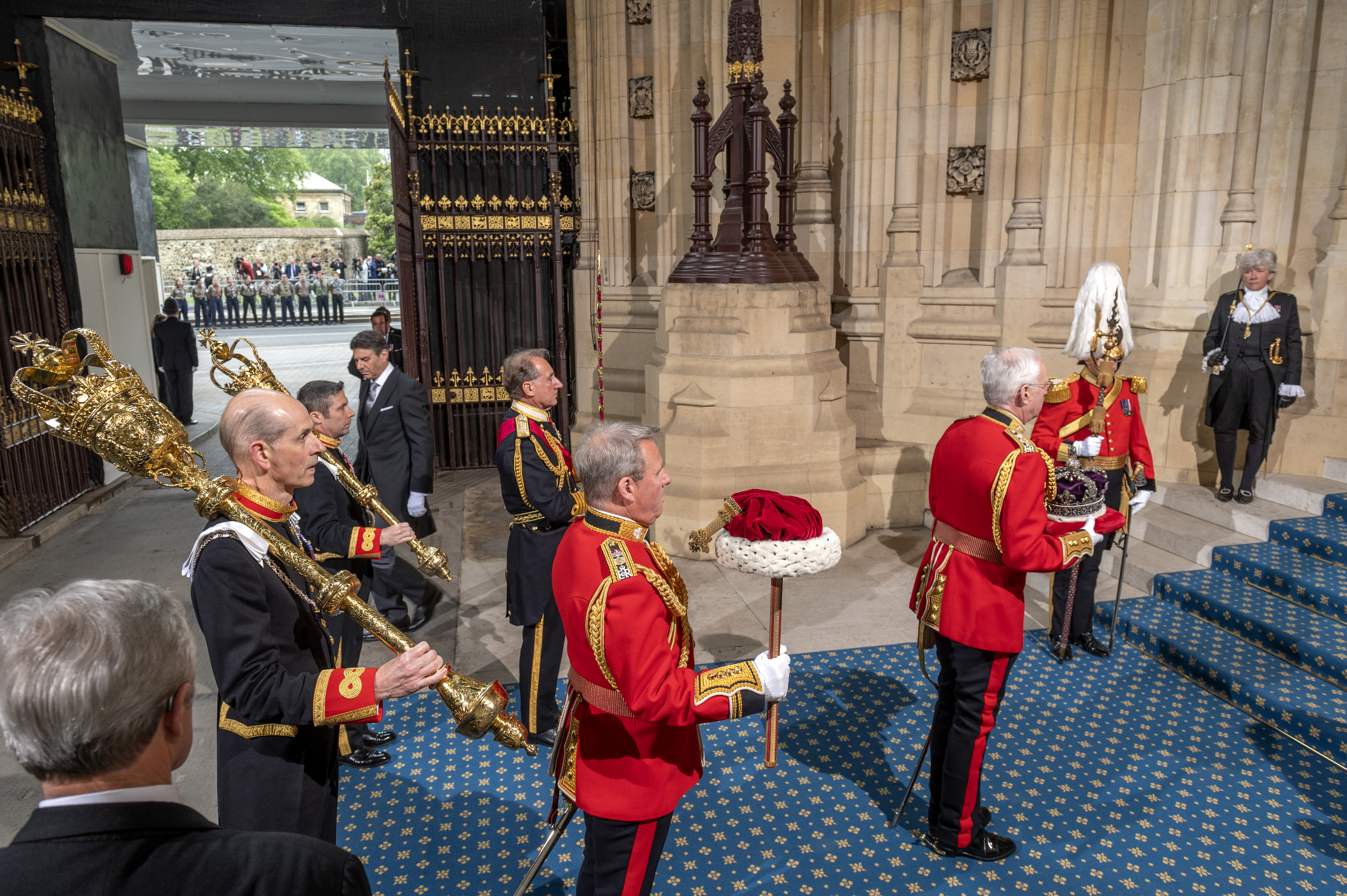
L'arrivo delle regalie di Stato.

Sempre riguardo al discorso, Elisabetta II in un'intervista con Alastair Bruce di Crionaich, disse che "Una volta messa la corona, non puoi guardare in basso per leggere il discorso, devi sollevare il discorso, perché se lo facessi ti spezzeresti il collo e cadrebbe (la corona)". Nella storia, il sovrano britannico non sempre indossò per la cerimonia la Corona di Stato: il 14 febbraio 1901, Edoardo VII indossò un cappello militare da Maresciallo di Campo con piume bianche, mentre la corona veniva portata su di un cuscino dal Lord Presidente del Consiglio, il Duca di Devonshire. Il 6 febbraio 1911, re Giorgio V indossò un cappello a tre punte della Royal Navy, la marina britannica, mentre il copricapo reale veniva portato dal Lord Privy Seal e Leader della Camera dei Lord, il Conte di Crewe. Il 3 novembre 1936, Edoardo VIII, che abdicò il successivo dicembre, presidiò l'inaugurazione del Parlamento indossando un cappello a tre punte blu d'Ammiraglio. Il 4 novembre 1952, Elisabetta II, salita al trono il 6 febbraio, indossò il Diadema di Stato di Giorgio IV ("Diamond Diadem") al posto della Corona, portata dal Marchese di Salisbury, Lord Privy Seal e Leader della Camera dei Lord. Sempre la regina Elisabetta, nel 2019, indossò il Diadema di diamanti durante l'apertura del Parlamento, probabilmente a causa del pesante peso della regalia reale, l'Imperial State Crown. La Regina non indossò la Corona imperiale neppure nel 2017, anno in cui il Governo britannico annunciò la "Brexit".

#### Ritorno a Buckingham Palace

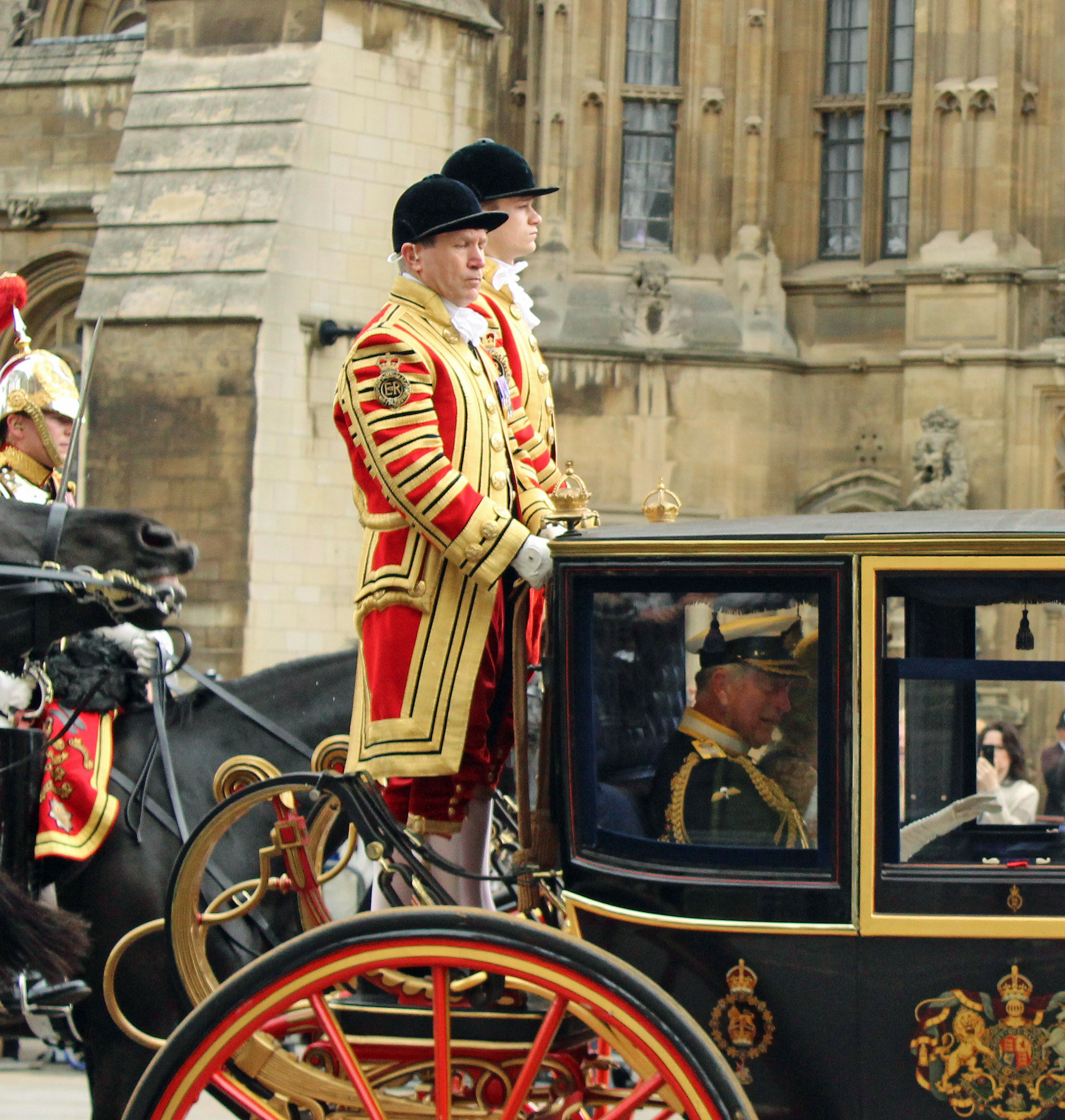
Carlo, principe di Galles durante l'apertura a bordo della Glass Coach.

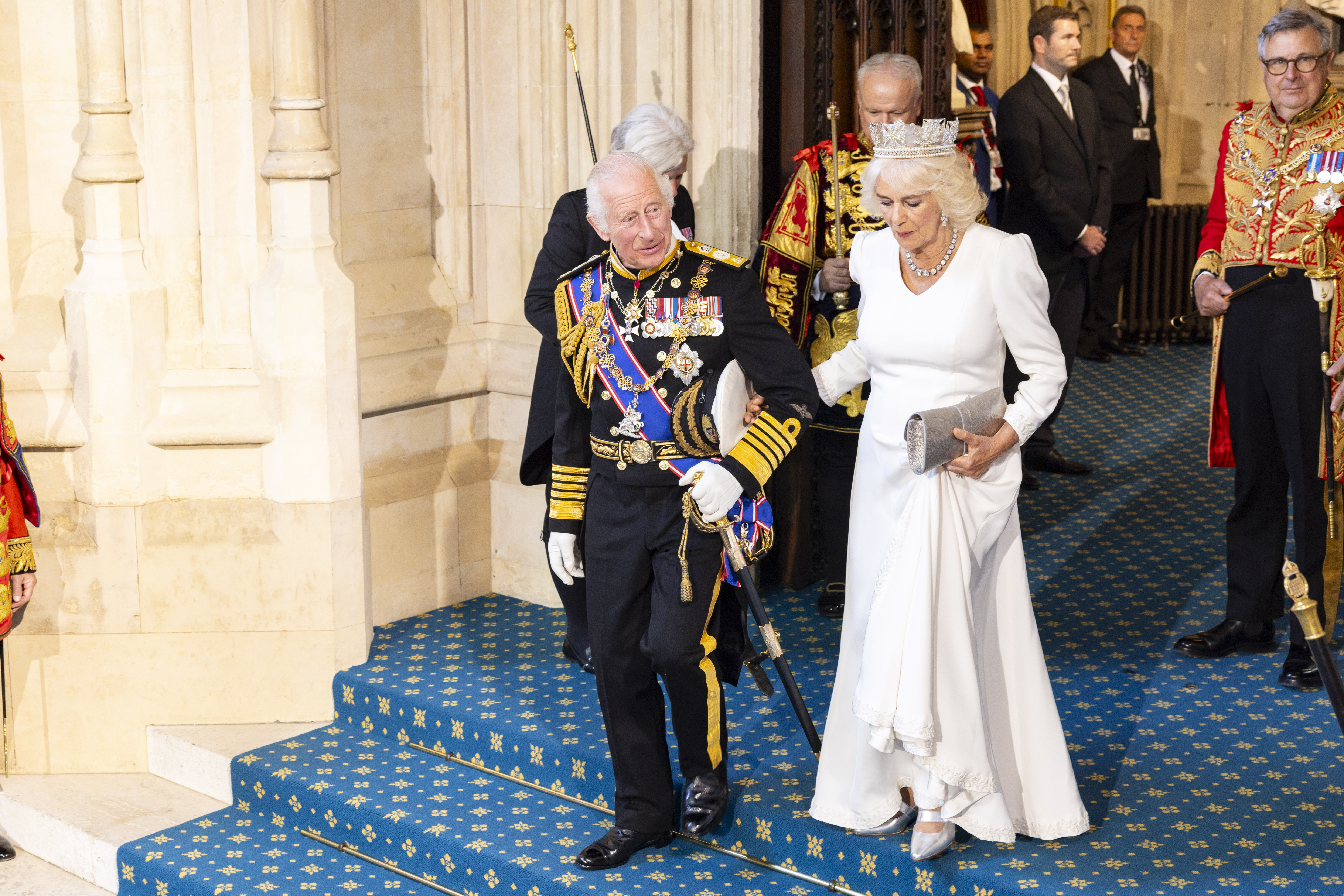
Carlo III e la regina Camilla lasciano il Palazzo di Westminster.

Dopo aver lasciato la Camera dei Lord, la processione reale attraversa nuovamente la Galleria Reale e poi la Robing Room, dove il sovrano si spoglia delle vesti cerimoniali e dell'Imperial State Crown. Lasciata la Robing Room, il monarca e consorte scendono la Scala Reale venendo preceduti dal Conte Maresciallo, dagli Ufficiali d'Armi e dal Lord Gran Ciambellano fino a quando salgono sulla carrozza reale. La processione lascia la Victoria Tower sulle note dell'Inno nazionale, mentre vengono sparati colpi a salve dalla Torre di Londra. Dopo che i sovrani lasciano Westminster, ed eventualmente anche il Principe di Galles, la Corona di Stato, il Cappello di Mantenimento e la Spada di Stato vengono ricondotti sulla Queen Alexandra's State Coach. Ritornati a Palazzo, i sovrani vengono ricevuti dal Lord Ciambellano e dal Vice Ciambellano dell'Household, che fino ad allora era tenuto "prigioniero". 

## Equivalenti nel Commonwealth e altrove

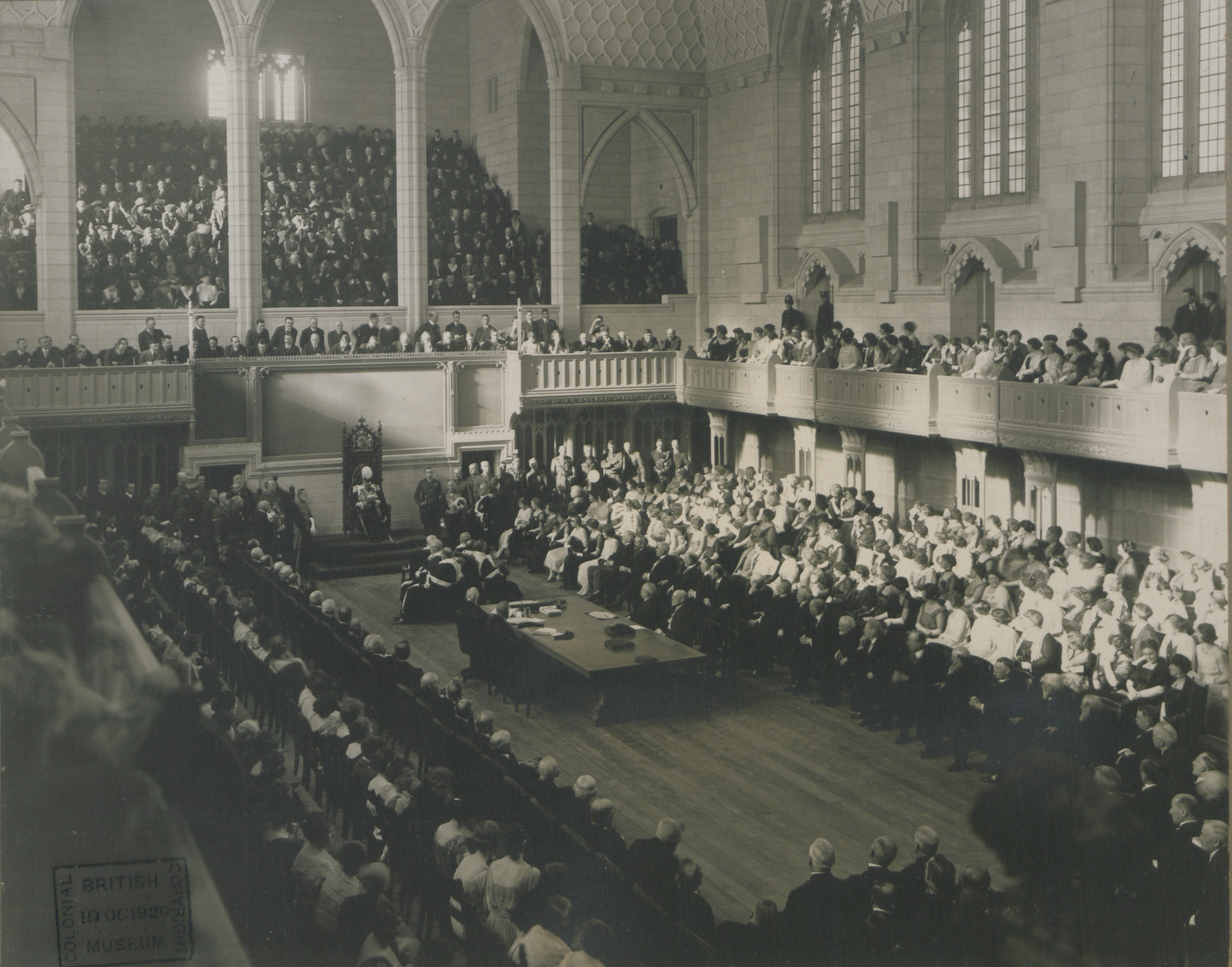
il Governatore Generale del Canada Victor Cavendish, legge sul trono il discorso per l'Apertura del Parlamento Canadese

In altri stati del Commonwealth in cui vi sono due camere parlamentari si svolgono cerimonie simili, come nel Canada e in Australia. In rare occasioni, il sovrano può visitare questi Paesi per aprire la sessione parlamentare e leggere il Discorso dal Trono; solitamente, è il Governatore Generale a leggere il discorso. In India, il Presidente apre il Parlamento con un discorso simile a quello dal Trono; questo avviene anche nelle repubbliche del Commonwealth con un Presidente non esecutivo, come Malta, Mauritius e Singapore.
Nelle nazioni non facenti parti del Commonwealth, vi possono essere discorsi da parte del Capo di Stato; ad esempio, negli Stati Uniti  c'è il discorso sullo stato dell'Unione, come anche nelle Filippine, ex dipendenza statunitense. Nei Paesi Bassi e in Svezia si tiene una cerimonia simile nel terzo martedì di settembre; nei Paesi Bassi, la cerimonia si chiama Prinsjesdag.
In Israele, si tiene una cerimonia semiannuale, tenuta dal Presidente, che apre le sessioni invernali ed estive del Knesset. Nonostante in passato fosse un semplice ospite seduto nel banco superiore del Knesset, il Presidente oggi partecipa alla cerimonia dal podio dello Speaker e legge il suo discorso scritto riguardante la sessione che si sta aprendo. Nella prima riunione di ogni legislatura del Knesset, il Presidente ha il compito di inaugurare la riunione in persona, e di nominare il Presidente provvisorio dello Knesset, per procedere poi al processo di nomina di tutti i deputati.